# DuBois Island
DuBois Island ist eine Insel westlich der Loubet-Küste des Grahamlands auf der Antarktischen Halbinsel. Am südlichen Ende des Archipels der Biscoe-Inseln liegt sie 1,5 km westlich der Insel Krogh Island vor der westlichen Einfahrt zum Lewis Sound.
Kartiert wurde die Insel anhand von Luftaufnahmen der Falkland Islands and Dependencies Aerial Survey Expedition (1956–1957). Das UK Antarctic Place-Names Committee benannte sie 1960 nach dem US-amerikanischen Mediziner Eugene Floyd DuBois (1882–1959), zu dessen Studiengebieten der menschliche Grundstoffwechsel und die Regulation der Körpertemperatur gehörten.